# آنا زابوروزانوفا
آنا زابوروزانوفا (بالأوكرانية: Запорожанова Ганна Олександрівна) مواليد 9 أغسطس 1979 في كييف، الجمهورية الأوكرانية السوفيتية الاشتراكية، هي لاعبة كرة مضرب أوكرانية سابقة وكانت تلعب باليد اليمنى، اعتزلت اللعب في 2007. أعلى تصنيف لها في الفردي كان المركز الـ 209 في سنة 2000. أعلى تصنيف لها في الزوجي كان المركز الـ 120 في سنة 2000. سبق أن شاركت في دورة الألعاب الأولمبية الصيفية.

## روابط خارجية
- آنا زابوروزانوفا على موقع رابطة محترفات التنس (الإنجليزية)
- آنا زابوروزانوفا على موقع الاتحاد الدولي لكرة المضرب (الإنجليزية)
- آنا زابوروزانوفا على موقع كأس بيلي جين كينغ (الإنجليزية)
- آنا زابوروزانوفا على موقع خلاصة التنس.كوم (الإنجليزية)
- آنا زابوروزانوفا على موقع اللجنة الأولمبية الدولية (الإنجليزية)
- آنا زابوروزانوفا على موقع أوليمبيديا (الإنجليزية)